# 애덤 블래클리
애덤 블래클리(Adam Blackley, 1985년 2월 22일 ~ )은 오스트레일리아 출신의 프로 야구 선수이며, 미국 프로야구 시카고 컵스의 소속 투수이다. 그의 친형인 트레비스 블레이클리는 전 일본 프로 야구 도호쿠 라쿠텐 골든이글스의 투수로 활약하고 있다.